# El Barco de Ávila
El Barco de Ávila – gmina w Hiszpanii, w prowincji Ávila, w Kastylii i León, o powierzchni 12,68 km². W 2011 roku gmina liczyła 2715 mieszkańców.